# Guy Gibson
Guy Penrose Gibson (Ximelá, 12 de agosto de 1918 — Steenbergen, 19 de setembro de 1944) foi um oficial da Força Aérea Real que prestou serviço pelo Esquadrão N.º 617 da RAF, esquadrão famoso por levar a cabo a Operação Chastise em 1943, que resultou na destruição de duas enormes barragens na região do Ruhr. Efectuou cerca de 170 operações até aos 26 anos de idade, quando foi morto em combate contra Kurt Welter ou simplesmente abatido por pilotos britânicos, facto que ainda não se sabe muito bem.